# عجوز شمطاء

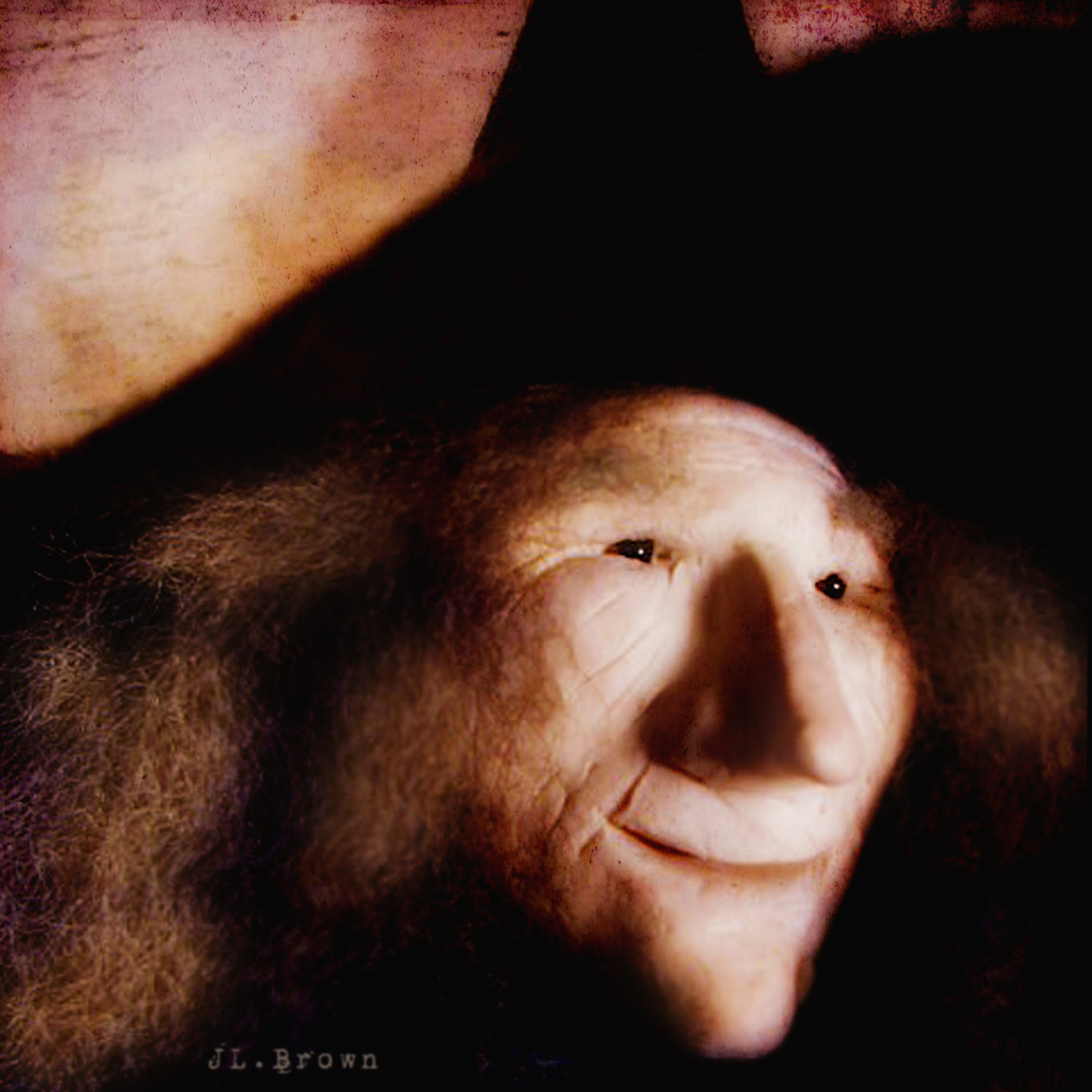
رسمة للعجوز الشمطاء

العجوز الشمطاء هي امرأة عجوز متمردة، أو نوع من الجنيات أو الكائنات التي لها مظهر مثل هذه المرأة، التي غالباً ما توجد في التراث وحكايات الأطفال مثل هانسيل وجريتل.[بحاجة لمصدر] غالباً ما يُنظر إليها على أنها مؤذية، ولكنها قد تكون أيضاً واحدة من الأشكال المختارة من الآلهة المتغيرة، مثل «موريخان» أو «بادب»، الذين يُنظر إليهم على أنهم ليسوا مؤذيين. 

## دراسة معنى الكلمة
يظهر المصطلح في اللغة الإنجليزية الوسطى، وكان تقصير في اللغة الإنجليزية، وهو مصطلح إنجليزي قديم للساحرة، وبالمثل، فإن "hex" الهولندية و "Hexe" الألمانية هي أيضا اختصارات، من"haghetisse" الهولندية الوسطى و hagzusa"الألمانية العليا على التوالي. كل هذه الكلمات مشتقة من Proto-Germanic * hagatusjon- وهي غير معروفة المصدر، ولكن قد يكون العنصر الأول مرتبطًا بكلمة "hedge". كشخصية الأسهم في الحكاية الخيالية أو الشعبية، يتشارك هاغ في خصائصه مع الكرونة، وتستخدم كلمتين في بعض الأحيان كما لو كانا قابلين للتبادل.
إن استخدام كلمة «شمطاء» لترجمة المصطلحات الموجودة بلغة غير الإنجليزية (أو الإنجليزية غير الحديثة) أمر مثير للجدل، حيث إن استخدام الكلمة غالباً ما يرتبط بكراهية النساء.

## في علم الأعصاب
يشير تعبير Old Hag Attack إلى حالة hypnagogic حيث يوجد الشلل، وغالباً ما يصاحبه هلوسات مرعبة. عندما يتكرر بشكل مفرط، يعتبر البعض أن هذا هو اضطراب. ومع ذلك، فإن العديد من السكان يعاملونهم على أنهم ببساطة جزء من ثقافتهم ونظرة العالم الأسطورية، وليس أي شكل من أشكال المرض أو الأمراض.

## وصلات خارجية
- Henry Fuseli's painting of a hag, from the Met collection